# Charles Pacôme
Charles Bénoni Louis Pacôme (Bergues, 5 novembre 1902 – Wasquehal, 1º ottobre 1978) è stato un lottatore francese specializzato nella lotta libera.

## Biografia

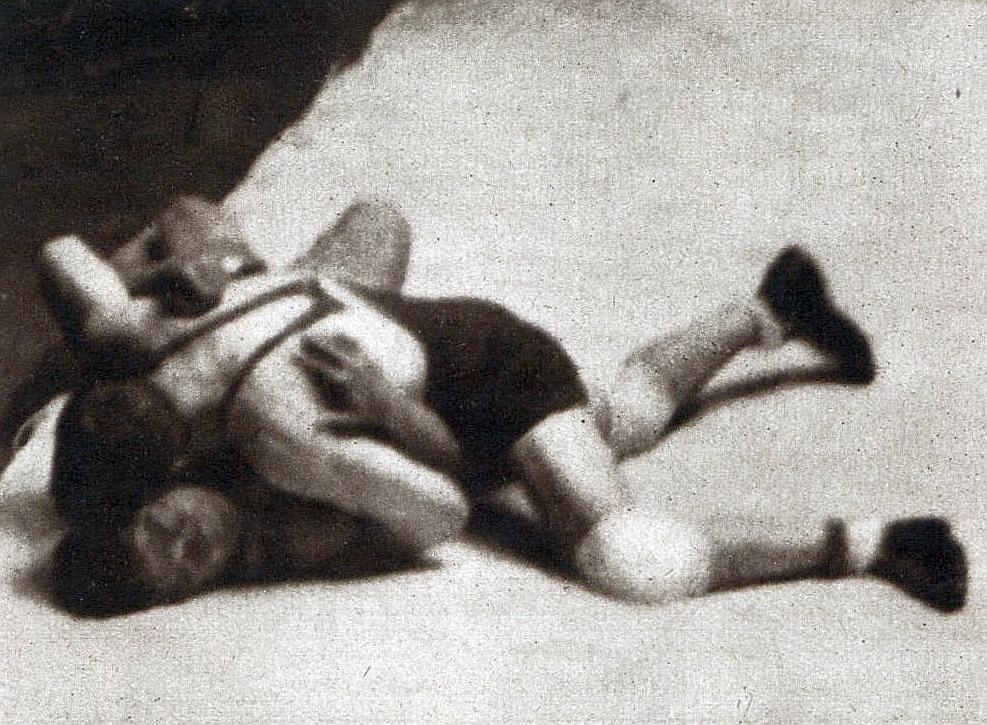
Charles Pacôme affronta Eitaro Suzuki ai Giochi olimpici di.

Fu figlio di Bénoni Pacôme, anche lui lottatore di caratura internazionale.
Rappresentò la Francia ai Giochi olimpici estivi di Amsterdam 1928, vincendo la medaglia d'argento nel torneo dei pesi leggeri.
Ai campionati europei di Budapest 1931 guadagnò il bronzo nella categoria -72 kg.
Si laureò campione olimpico a Los Angeles 1932 nei pesi leggeri.
Divenne avvocato e frequentò il conservatorio di Lille, aggiudicandosi diversi premi come violinista.

## Palmarès
- Giochi olimpici

Amsterdam 1928: argento nei pesi leggeri;
Los Angeles 1932: oro nei pesi leggeri;
- Europei

Budapest 1931: bronzo nei -72 kg;